# Maria Tchekhova
Pour les articles homonymes, voir Tchekhov (homonymie).
Maria Pavlovna Tchekhova, (Мария Павловна Чехова) dite Macha, née le 19 (31) août 1863 à Taganrog et morte le 15 janvier 1957 à Yalta, est la sœur de l'écrivain Anton Tchekhov. Elle se consacra à la mémoire de son frère.

## Biographie
Elle entre en 1872 au lycée de jeunes filles de Taganrog et déménage avec la famille à Moscou en 1876, après la faillite du père. Elle entre à l'institut diocésain d'éducation pour jeunes filles Saint-Philarète et obtient en 1884 son diplôme d'institutrice. Elle suit la même année les cours d'histoire littéraire du professeur Vladimir Guerrier (1837-1919) et enseigne de 1886 à 1904 l'histoire et la géographie au lycée privé féminin L.F. Rzewskaïa. Elle reçoit en 1903 une médaille d'or avec ruban de Saint-Stanislas, pour son dévouement à l'éducation.
Maria Tchekhova s'occupe aussi sérieusement au dessin et à la peinture. Elle suit des cours de dessin à l'institut Stroganov dans les années 1890, ainsi que dans l'atelier d'A. Khotiaïntseva. Elle bénéficie des conseils de Serov, de Korovine, ou de Levitan.

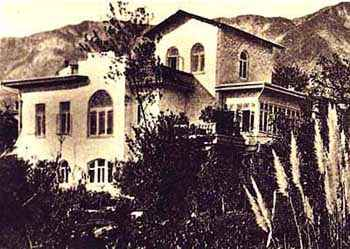
Vue de la villa de Tchekhov à Yalta.

Son frère Anton l'aide à mettre sur pied une école à Melikhovo pour les enfants de paysans, avec ateliers d'apprentissage. Après la mort de son frère en 1904, elle se consacre entièrement à sa mémoire, à recueillir ses manuscrits, ses lettres et toute sorte d'objets personnels. Elle fait don de sa collection d'archives et d'objets relatifs à Tchekhov au musée de Taganrog en 1914. Elle se consacre à aider à l'édification d'un nouveau musée et d'une bibliothèque consacrés à l'écrivain, construits par Franz Schechtel. Et c'est ainsi qu'à partir de 1922, elle devient la directrice jusqu'à sa mort du musée Tchekhov de Yalta, ville où l'écrivain tuberculeux avait fait construire une villa au soleil pour se soigner.
En 1935, elle accompagne sa belle-sœur l'actrice Olga Knipper pour fêter le soixante-quinzième anniversaire de la naissance de Tchekhov à Taganrog, où des festivités ont lieu, comme le baptême de l'école secondaire N°2 (ancien lycée de garçons de Taganrog) qui devient école secondaire Tchekhov. Elle reçoit l'ordre du Drapeau rouge du Travail en 1944 pour ses services de conservation du musée de Yalta. Personne austère, elle n'en restait pas moins en correspondance avec ses neveux par alliance Lev Knipper ou Olga Tchekhova qui étaient en Allemagne (sauf évidemment pendant la guerre et les années staliniennes d'après-guerre).
Maria Tchekhova est l'auteur de Mémoires, Du passé lointain. Elle meurt à presque 94 ans d'un infarctus à Yalta, où elle est enterrée au cimetière municipal auprès de sa mère.

## Voir aussi

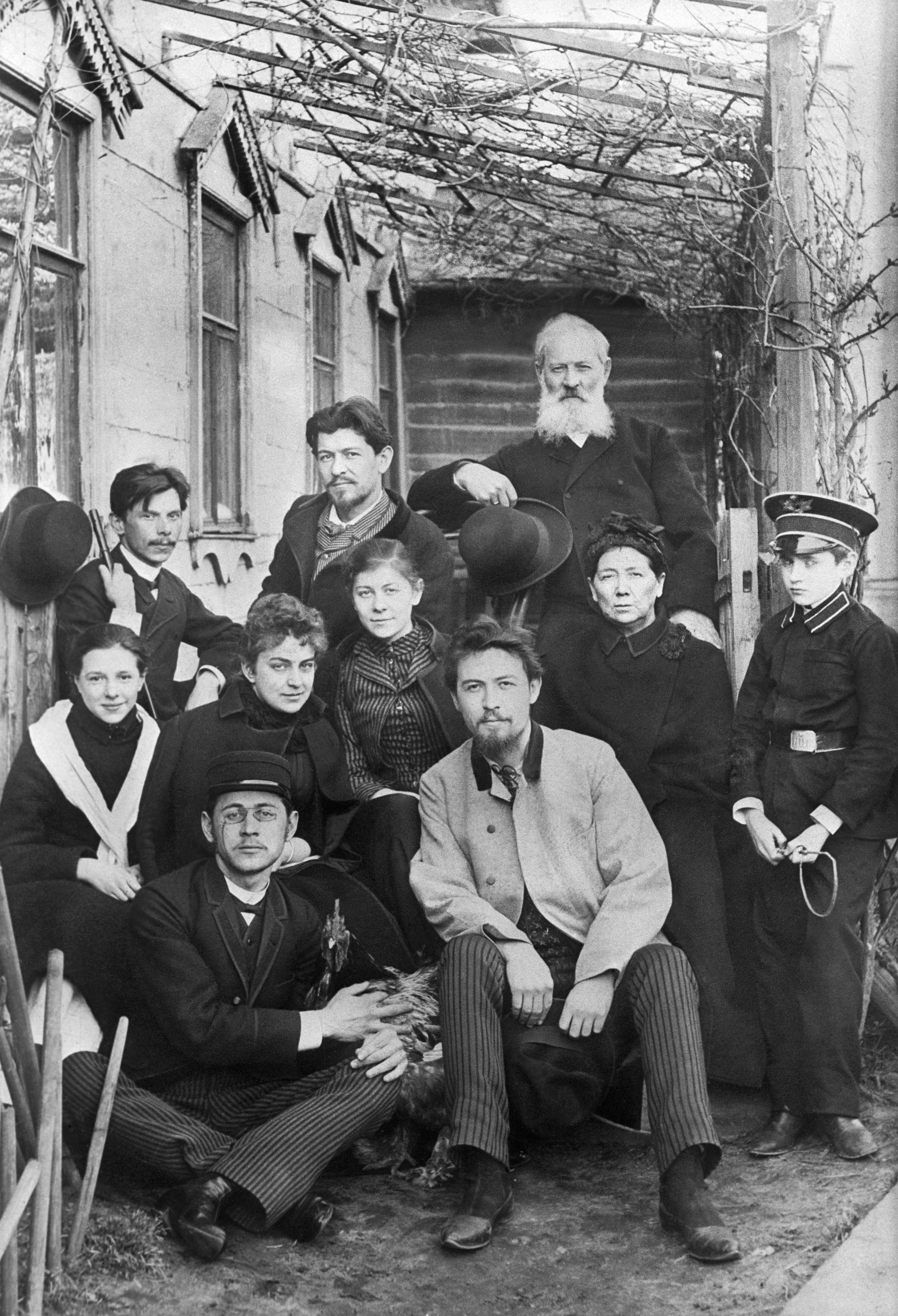
La famille Tchekhov en 1890, de haut en bas et de gauche à droite : Ivan, Alexandre, le père Paul ; au second rang, une inconnue, Lika Mizinova, Macha, la mère, Serioja Kisselev ; devant, Micha et Anton

## Source
- (ru) Cet article est partiellement ou en totalité issu de l’article de Wikipédia en russe intitulé « Чехова, Мария Павловна » (voir la liste des auteurs).